# Santa Maria Nova (título cardinalício)
Santa Maria Nova (em latim: Sanctae Mariae Novae) é um título cardinalício instituído em 17 de março de 1887 pelo Papa Leão XIII. Como diaconia foi criada em  cerca de 590 pelo Papa Gregório I e na Antiguidade era chamado a Velha (Vecchia). Foi suprimida em 8 de agosto de 1661 pelo Papa Alexandre VII, que transferiu para a nova igreja de Santa Maria della Scalla em 14 de janeiro de 1664.
Sua igreja titular é Santa Francesca Romana, conhecida antigamente como Santa Maria Nova.

## Diáconos protetores
- Pagano (1088 ou posterior –1101)
- Teobaldo (circa 1102-1121)
- Aimerico (1121-1143)
- Giovanni (1143-1153)
- Giovanni Pizzuti (1155-1158)
- Girolamo (1164- antes de 1177)
  - Lanfredo (1166- circa 1168), pseudocardeal do Antipapa Pascoal III
- Matteo (1178-1182)
- Domnus Albini (ou Albino da Milano) (1182-1185)
- Bernardo (1188-1193)
- Pietro Valeriano Duraguerra (1295-1302)
- Raymond de Gouth (1305-1310)
- Raymond Guillaume des Forges (1310-1346)
- Pierre Roger de Beaufort (1348-1370) Eleito Papa Gregório XI
- Ludovico Altavila (ou Campano d'Altavilla) (1378-1380)
  - Amedeo di Saluzzo (ou de Saluces) (1383-1424), pseudocardeal do Antipapa Clemente VII
- Marino Bulcani (ou Vulcani) (1384-1394)
- Giacopo (antes Jacopo) del Torso (1408-1413)
- Giacomo Isolani (1420?-1431) 
  - Vacante (1431-1440)
- Pietro Barbo (1440-1451) Eleito Papa Paulo II
  - Vacante (1451-1461)
- Francesco Gonzaga (1461-1483)
- Giovanni Arcimboldi (1483-1488)
- Giovanni Battista Orsini (1489-1493)
- Cesare Borgia (1493-1498)
- Raymond Pérault, título pro illa vice (1499-1505)
- Francisco Lloris y de Borja (1505-1506)
- Sigismondo Gonzaga (1506-1525)
- Ercole Gonzaga (1527-1556); título pro illa vice (1556-1563)
- Federico Gonzaga (1563-1565)
- Ippolito II d'Este (1565-1572)
- Filippo Guastavillani (1574-1577)
- Andreas von Österreich (1577-1600)
- Alessandro d'Este (1600-1621)
- Maurizio di Savoia (1621)
- Ippolito Aldobrandini (1621-1626)
- Marzio Ginetti (1627-1634)
  - Vacante (1634-1642)
- Giulio Gabrielli (1642)
- Virginio Orsini (1642-1644)
- Rinaldo d'Este (1644)
- Giancarlo de' Medici (1645-1656)
- Friedrich von Hessen-Darmstadt (1656-1661)
- Diaconia suprimida em 1661

## Titulares protetores
- Charles-Philippe Place (1887-1893)
- Léon-Benoit-Charles Thomas (1893-1894)
- Joseph-Chrétien-Ernest Bourret (1894-1896)
- Guillaume-Marie-Joseph Labouré (1898-1906)
- Louis Luçon (1907-1930)
- Francesco Marchetti Selvaggiani (1930-1936)
- Enrico Sibilia (1936-1939)
- Adam Stefan Sapieha (1946-1951)
- Joseph Wendel (1953-1960)
- Luis Concha Córdoba (1961-1975)
- Emmanuel Kiwanuka Nsubuga (1976-1991)
- Angelo Sodano (1991-1994); in commendam (1994-2022)
- Péter Erdő (2023-atual)